# 2016 في التشيك
فيما يلي قوائم الأحداث التي وقعت خلال عام 2016 في التشيك.

## رياضة
- 1 يناير – جمهورية التشيك في الألعاب الأولمبية الصيفية 2016

## أفلام
من الأفلام التي صدرت هذه السنة في التشيك:
- 1 يوليو – أنثروبويد من إخراج Sean Ellis [الإنجليزية]‏.

## وفيات

### فبراير
- 25 فبراير – ميلوس هاجيك (مواليد 1921) تربوي تشيكي.

### مارس
- 18 مارس – جان نيميك (مواليد 1936)

### أبريل
- 6 أبريل – جوسيف فاغنر (مواليد 1938) رسام تشيكي.

### مايو
- 22 مايو – أدولف بورن (مواليد 1930) رسام تشيكي.
- 27 مايو – فرانتيشيك ياكوبيتس (مواليد 1956) لاعب كرة قدم تشيكي.

### أغسطس
- 26 أغسطس – ييري تيتشي (مواليد 1933) لاعب كرة قدم تشيكي.
- 30 أغسطس – فيرا تشاسلافسكا (مواليد 1942)